# Szultán Mohamed
A 16. század második felében működő perzsa miniatúrafestő. Szultán Mohamed Tahmászp sah udvarában élt és alkotott. A Bihzad iskolájához tartozott, majd a tebrizi udvar festőiskolájának vezetője lett. Nevéhez szőnyegkartonokat és fajanszmodelleket is társítanak. Neki tulajdonítják a Mohamed éjszakai utazását és a hetedik mennyországba való felszállást ábrázoló miniatúrákat.